# Час у Таджикистані
Час у Таджикистані подається за Таджикистанським Часом (TJT; UTC+05:00). Зараз Таджикистан не дотримується літнього часу. Ідентифікатор IANA для Таджикистанського часу — Asia/Dushanbe.

## База даних часових поясів IANA
Дані для Таджикистану безпосередньо з zone.tab  з бази даних часових поясів IANA.
| к.к. | Координати  | Часовий пояс  | Зсув UTC  |
| ---- | ----------- | ------------- | --------- |
| TJ   | +3835+06848 | Asia/Dushanbe | UTC+05:00 |

## Історія
Історичні часові пояси Таджикистану (як незалежної країни, так і радянської держави)
| З               | До              | Пояс  | Літній час |
| --------------- | --------------- | ----- | ---------- |
| 2 Травня 1924   | 21 Червня 1930  | UTC+5 | ні         |
| 21 Червня 1930  | 1 Квітня 1981   | UTC+6 | ні         |
| 1 Квітня 1981   | 31 Березня 1991 | UTC+6 | так        |
| 31 Березня 1991 | 9 Вересня 1991  | UTC+5 | так        |
| 9 Вересня 1991  | Зараз           | UTC+5 | ні         |